# Dothidotthiaceae
Famille
Les Dothidotthiaceae sont une famille de champignons ascomycètes phytopathogènes de l'ordre des Pleosporales.

## Systématique
La famille est décrite en 2008 dans l'ordre des Pleosporales, par les mycologues Pedro Willem Crous et Alan J. L. Phillips, pour le genre type Dothidotthia, auparavant classé dans les Botryosphaeriaceae de l'ordre des Botryosphaeriales.

## Liste des genres
La liste des genres classés dans cette famille diffère selon les bases de données taxinomiques.
Selon MycoBank (25 juin 2022) :
- Dothidotthia Höhn., 1918
- Neodothidotthia Crous, 2019
- Thyrostroma Höhn., 1911
- Wilsonomyces Adask., J.M. Ogawa & E.E. Butler, 1990

Selon Index Fungorum (25 juin 2022) :
- Dothidotthia Höhn., 1918
- Neodothidotthia Crous, 2019

Selon GBIF (25 juin 2022) :
- Dothidotthia Höhn.
- Neodothidotthia
- Spencermartinsia A.J.L.Phillips, A.Alves & P.W.Crous, 2008
- Thyrostroma Höhn.

Selon la Base de données mondiale de l'OEPP (25 juin 2022) :
- Mycocentrospora
- Phaeomycocentrospora
- Pleiochaeta
- Thyrostroma
- Wilsonomyces

Selon The Taxonomicon (25 juin 2022) :
- Dothidotthia Höhn. (1918)
- Muellerites L. Holm (1968)
- Thyrostroma Höhn. (1911)

Selon BioLib (25 juin 2022) :
- Barriopsis A.J.L. Phillips, A. Alves & Crous
- Dothidotthia Höhn.
- Spencermartinsia A.J.L. Phillips, A. Alves & Crous